# 997
997 је била проста година.

## Догађаји
- 16. јул – Битка код Спрехија: Византијске снаге, под командом генерала Никифора Урана, побеђују Бугаре код реке Сперхеј у Грчкој. Током ноћне битке, бугарски савладар Самуило је рањен; он и његов син Гаврил Радомир избегавају заробљавање, глумећи смрт међу телима својих погинулих војника. Самуило креће у Бугарску и повлачи се са остацима своје војске у планине Пинд. Уран се враћа у Цариград са 1.000 глава бугарских војника и 12.000 заробљеника.
- Ал-Мансур, де факто владар Ал-Андалуза, напада и делимично уништава град Сантијаго де Компостела. У његовом нападу га прате хришћански португалски господари, који сви добијају део плена. На путу пљачкају градове Замору и Леон.
- Лето – Роман Бугарски умире у заробљеништву у Цариграду. Наслеђује га брат Самуило (члан династије Кометопули) који узима бугарску титулу цара. Могуће је да добија своју „царску круну“ од папе Гргура V. Први поход Самуила је био против Срба у Далмацији, а затим се вратио преко Босне и Рашке у Бугарску. Поход је предузео у намери да спречи могући савез Византије са Србима. Прво покушава опседу Улциња, која није успела. Након тога освја Котор, Рисан и напредује према Дубровнику, али Самуилов покушај контроле града није успео. Самуил је напустио Дубровник и кренуо према Задру.
- Опсада Задра је војни поход цара Самуила на Задар који није успео. Након тога, кренуо према северу да освоји Босну и Рашку.
- Зима – Цар Отон III путује у Италију, остављајући владу над Светим римским царством у рукама своје тетке, Матилде од Кведлинбурга. Прати га бискуп Гилберт од Оријака, његов учитељ и саветник.
- Тронхајм је основао краљ Улав Тригвасон. Ово ће функционисати као главни град и престоница Норвешке, све док Берген није основан 1070. године.
- Краљ Константин III умире након двогодишње владавине, вероватно убијен у династичком сукобу између две ривалске краљевске линије. Наслеђује га Кенет III као једини владар Албе (Шкотска).
- Сабуктигин, оснивач династије Газнавид, умире након 20-годишње владавине. Наслеђује га син Исмаил као емир Газне. Али многи на двору фаворизују његовог старијег брата Махмуда.
- 8. мај – Цар Тај Зонг (Жао Ђионг) умире у Кајфенгу након 21-годишње владавине. Наслеђује га син Жен Зонг као трећи владар династије Сунг.
- Пролеће – Папа Гргур V је прогнан током побуне коју је предводио Кресенције II (Млађи), патриције (де факто владар) Рима. Породица Кресенти поставља Ђованија Филагата (бившег учитеља Отона III) за антипапу под именом Јован XVI (или XVII), до 998. године.
- 23. април – Адалберт, прогнани прашки бискуп, организује мисију за преобраћење Старих Пруса у североисточној Пољској. На путу, Адалберта убијају пагани на балтичкој обали. Његово тело откупљује војвода Болеслав I (Храбри) за тежину злата.
- Први документовани помен Гдањска прави Адалберт. Током своје мисије он крштава становнике града званог Гидањиц.